# Менжега Олександр Миколайович
Олекса́ндр Микола́йович Менже́га (16 лютого 1988,  Красилівка, УРСР) — український футболіст.

## Життєпис
Олександр Менжега народився у селі Красилівка, що на Київщині. В чемпіонаті ДЮФЛУ виступав за київські «Локомотив» та «Динамо». Закінчив академію київського Динамо 2005 року, тренерами якої були Віталій Григорович Хмельницький та Ястребінський Юрій Іванович. 
На професійному рівні дебютував 4 жовтня 2006 року в поєдинку між «Динамо-3» та рівненським «Вересом». Протягом двох сезонів виступав за третю команду киян, після чого був переведений до дублюючого складу «Динамо» , під керівництвом легендарних Володимира Мунтяна та Сергія Реброва.
Навесні 2011 року перейшов до лав овідіопольського «Дністра», згодом реорганізованого у футбольний клуб «Одеса». Наступного року захищав кольори івано-франківського «Прикарпаття».
Протягом 2013—2014 років місцем роботи Олександра Менжеги були команди першої ліги: білоцерківський «Арсенал-Київщина», армянський «Титан», тернопільська «Нива». 30 вересня 2014 року Менжега відзначився дебютним забитим на професійному рівні м'ячем, вразивши у складі «Ниви» ворота «Миколаєва».
У квітні 2015 року приєднався до відродженого київського «Арсенала», у складі якого виступав спочатку в чемпіонаті міста, а згодом у другій лізі.
У березні 2016 року вирушив до Польщі, де уклав угоду з клубом третього дивізіону «Радомяк». Згодом був орендований футбольним клубом «Оскар», за який провів 13 поєдинків та відзначився одним забитим м'ячем. У наступному сезоні виступав за футбольний клуб «Шидловянка» , за який відзначився двома забитими голами та декількома гольовими передачами.
Влітку 2017 року повернувся на Батьківщину, де продовжив виступи у складі житомирського «Полісся».